# Sloboda, Halîci
Sloboda (în ucraineană Слобода) este un sat în comuna Ozereanî din raionul Halîci, regiunea Ivano-Frankivsk, Ucraina.

## Demografie
Componența lingvistică a localității Sloboda
     Ucraineană (100%)
Conform recensământului din 2001, toată populația localității Sloboda era vorbitoare de ucraineană (100%).